# Mitsubishi Ki-2
Il Mitsubishi Ki-2 (三菱 キ2?, Mitsubishi ki ni), identificato anche come Bombardiere leggero bimotore Tipo 93 (九三式双軽爆撃機?, Kyūsan-shiki sō kei bakugekiki), nome in codice alleato Louise, era un bombardiere leggero bimotore ad ala bassa prodotto dall'azienda giapponese Mitsubishi Heavy Industries negli anni trenta.
Importante bombardiere dell'esercito imperiale venne impiegato durante la seconda guerra sino-giapponese rimanendo operativo sino agli inizi della seconda guerra mondiale.

## Storia del progetto
Nei tardi anni venti l'Esercito imperiale giapponese espresse l'esigenza di rinnovare il proprio parco velivoli da bombardamento per adeguarlo alle capacità operative delle nazioni occidentali. A tal fine rilasciò nello stesso periodo delle specifiche per un bombardiere pesante, che darà origine al "bombardiere pesante Tipo 93" (Mitsubishi Ki-1), e per uno leggero, quest'ultimo bimotore e basato sulle caratteristiche della versione militare dello Junkers S 36, lo Junkers K 37, realizzato su licenza dalla svedese AB Flygindustri e che volò nel 1927. La decisione fu conseguente alle prestazioni operative espresse in Manciuria dall'unico K 37 acquistato dall'esercito durante missioni di supporto alle truppe di terra dove, affiancato dai bombardieri leggeri Tipo 87 e Tipo 88, si dimostrò superiore a questi ultimi. Nel settembre 1932 i vertici dell'esercito imperiale, riconoscendole l'esperienza nel campo della lavorazione delle lamiere di alluminio corrugate, contattarono la Mitsubishi per fornire loro un'evoluzione del K 37 destinato a sostituire i Tipo 87 e Tipo 88 dando origine al "bombardiere leggero Tipo 93" o, in base al nuovo sistema di designazione "Kitai", Ki-2.
Le specifiche erano relative ad un velivolo gestito da un equipaggio formato da tre/quattro elementi, caratterizzato da un'elevata maneggevolezza, principalmente nella capacità di compiere manovre di virata stretta, e dalla capacità, ardua nei modelli bimotore dell'epoca, di poter mantenere un volo livellato anche in caso di malfunzionamento di uno dei due propulsori. Venne inoltre considerata determinante la capacità di effettuare manovre di atterraggio e decollo notturni con la stessa facilità di quelli diurni.
Il modello doveva inoltre essere in grado di operare normalmente ad una quota tra i 2 000 m e i 3 000 m (quella massima raggiungibile era di 7 000 m), di raggiungere una velocità massima pari a 260 km/h (140 kt) alla quota di 3 000 m, mentre la capacità del combustibile avrebbe dovuto consentire un'autonomia, alla velocità di 240 km/h (130 kt) a 3 000 m, di 4 h 30 min con carico di una bomba da 300 kg o 500 kg che diventavano 6 h senza alcun carico bellico. L'esercito richiese la fornitura di due prototipi da avviare a prove di valutazione, entrambi equipaggiati con una coppia di motori radiali Jupiter da 450 hp, il primo dei quali doveva essere completato entro il luglio 1933.
Una volta recepite le specifiche la Mitsubishi per lo sviluppo del nuovo modello incaricò il medesimo gruppo di lavoro diretto da Nakata Nobushiro che aveva disegnato il Ki-1 con la collaborazione degli ingegneri Kil'O Honjo, Hisanojo Ozawa e Jiro Tanaka, con la supervisione del capitano Komabayashi.
La produzione totale fu di 187 unità in due versioni.

## Impiego operativo

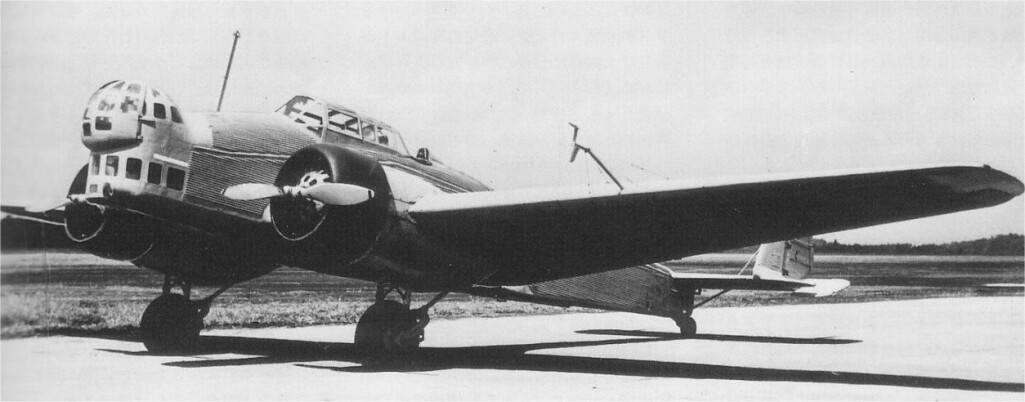
Altra vista del Mitsubishi Ki-2.

Progettato dalla Mitsubishi in seguito alla richiesta di un bombardiere leggero, volò per la prima volta sul Manchukuo e sulla Cina durante la seconda guerra sino-giapponese.
Durante tale conflitto, approfittando della quasi totale assenza di validi caccia nemici, riuscì a ottenere risultati straordinari, spropositati anche per un buon aereo quale era. Unica pecca era la velocità, e di ciò ci si rese conto quando, dopo l'entrata in guerra del Giappone contro gli Alleati, i Ki-2 non ressero l'urto contro i caccia nemici, venendo relegati ad aviotrasporti salvo, pare, essere rispolverati alla fine della guerra per tentare inutilmente di contrastare, con bombardamento a bassa quota, lo sbarco ad Okinawa. In generale, nonostante l'aspetto antiquato, si dimostrò un efficiente aereo.

## Versioni
Ki-2-I
versione iniziale, prodotta in 126 esemplari
Ki-2-II
simile alla precedente, dotata di una torretta difensiva sulla fusoliera e carrello retrattile, prodotta in 61 esemplari.

## Utilizzatori
Giappone
- Dai-Nippon Teikoku Rikugun Kōkū Hombu